# 1372 Haremari
1372 Haremari este un asteroid din centura principală, descoperit pe 31 august 1935, de Karl Reinmuth.